# Paille d'or
Pour les articles homonymes, voir Paille (homonymie).

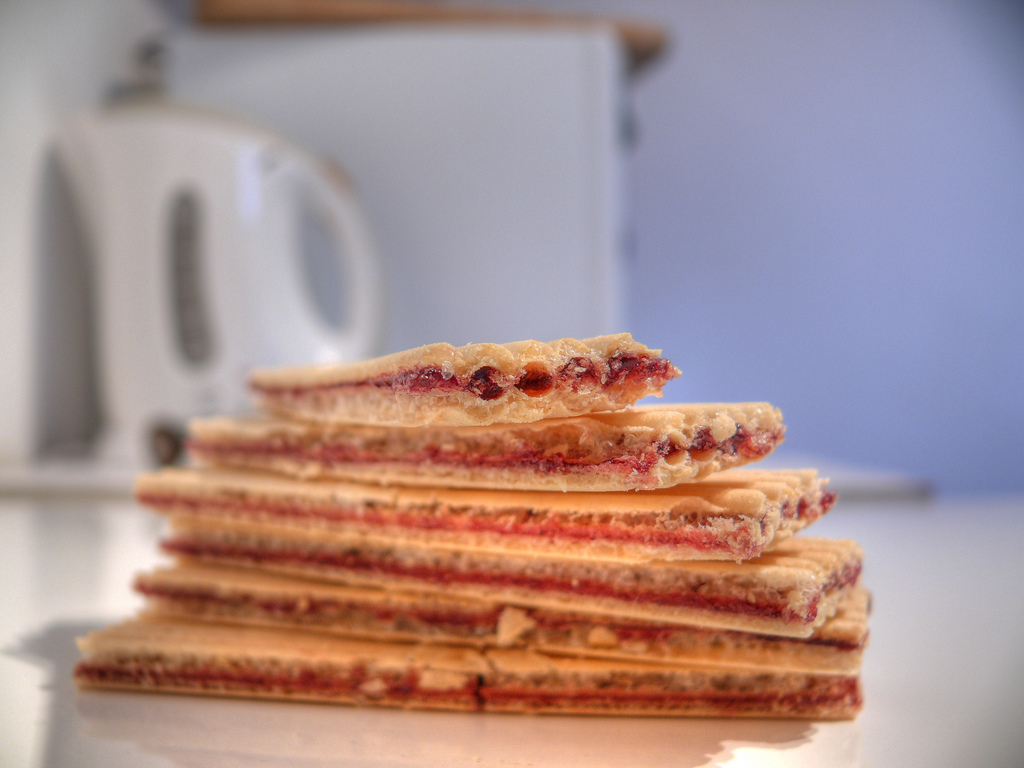
Biscuits Paille d'or.

La Paille d'or est une gaufrette fourrée à la framboise fabriquée par la biscuiterie française LU.
À ce produit d'origine, d'autres parfums ont vu le jour depuis comme la cerise, le citron, la fraise ou encore la myrtille.

## Description
Le biscuit se présente sous la forme d'une botte de cinq pailles stylisée nouée par lien croisé sur lequel est inscrit les mots « Paille d'or » dans un sens et deux fois « LU » dans l'autre sens.

## Histoire
Elle a été inventée le 15 avril 1905 par Louis Lefèvre-Utile, fils de Jean-Romain Lefèvre et Pauline-Isabelle Utile, fondateurs de la maison LU, dans sa manufacture quai Ferdinand-Favre, sur le bord du canal Saint-Félix, à Nantes,. Ce produit restera unique pendant plus d'un siècle avant qu'en 2008, les magasins super U proposent une gaufrette très proche.

## Ingrédients et analyses nutritionnelles
Selon le fabricant, la Paille d'or "framboise" est constituée des ingrédients suivants :
- Farine de blé ;
- Sucre ;
- Framboise : 37,1 % ;
- Jus de groseille : 3,8 % ;
- Amidon de blé ;
- Sirop de glucose-fructose ;
- Lactose et protéine de lait ;
- Matière grasse végétale ;
- Jaune d'œuf en poudre ;
- Émulsifiant : Lécithine  de soja ;
- Poudre à lever : carbonate acide de sodium ;
- Levure sèche.

Toujours selon la même source, les apports nutritionnels sont les suivants :
| Éléments             | pour 100 g         | pour 1 biscuit  |
| -------------------- | ------------------ | --------------- |
| Valeur énergétique   | 355 kcal - 1515 kJ | 12 kcal - 53 kJ |
| Protéïnes            | 4,3 g              | 0,14 g          |
| Glucides dont sucres | 81 g 53 g          | 2,8 g 1,9 g     |
| Lipides dont saturés | 1,1 g 0,3 g        | 0,03 g 0,01 g   |
| Fibres alimentaires  | 2,8 g              | 0,09 g          |
| Sodium               | 0,05 g             | 0,01 g          |